# اسکات پترسون (بازیکن فوتبال)
اسکات پترسون (انگلیسی: Scott Paterson؛ زادهٔ ۱۳ مهٔ ۱۹۷۲) بازیکن فوتبال اهل بریتانیا است.
از باشگاه‌هایی که در آن بازی کرده‌است می‌توان به باشگاه فوتبال کاردیف سیتی، باشگاه فوتبال لیورپول، باشگاه فوتبال بریستول سیتی، باشگاه فوتبال داندی یونایتد، باشگاه فوتبال کارلایل یونایتد، باشگاه فوتبال کمبریج یونایتد، و باشگاه فوتبال پلیموث آرگیل اشاره کرد.